# 腸管出血性大腸菌O157:H7
腸管出血性大腸菌O157:H7（ちょうかんしゅっけつせいだいちょうきんO157:H7、英: Escherichia coli O157:H7、以下O157と表記）は、腸内細菌科の細菌・大腸菌の血清型であり、志賀様毒素産生型として知られる血清型のひとつである。O157は病原性を保持し、典型的には汚染された食品や生乳や十分に加熱されていない牛ひき肉などの様な非加熱の食品を摂取することによって、食中毒を引き起こす。O157の感染は出血性下痢や腎不全を引き起こす可能性があり、これにより5歳未満の子供、高齢の患者、および免疫不全患者の死亡を引き起こすと報告されている。
感染経路は糞口経路であり、多くの場合は汚染された生野菜、加熱が不十分な肉、生乳による。

## 徴候と症状
O157は腸管出血性大腸菌に分類される血清型の一つである。腸管出血性大腸菌に含まれる血清型は他にもあるが、重症例の多くはO157に起因する。
O157感染は、重度の急性出血性下痢 （非出血性のこともある）および腹部仙痛を引き起こすことがある。通常、発熱は無いか軽度で、5-10日で回復する。また、無症状の場合もある。
5歳未満の子供、免疫不全患者、および高齢者などの一部の感染者は溶血性尿毒症症候群 (HUS) を引き起こす可能性があり、この結果赤血球が溶血し溶血性貧血・腎不全に陥る。感染者の約2～7% がこの合併症を引き起こす。米国では、HUSは子供の急性腎不全の主な原因であり、HUSのほとんどの症例はO157によって引き起こされている。
また、国立感染症研究所感染症情報センターの2001年から2007年の統計によると、日本ではO157感染時の有症状率が他の血清型感染時より高かった。ただし、HUSの発症率は3.06%であり、むしろO111の方が高いため、O111が最も重症化しやすい血清型とも言われる。

## 細菌性状

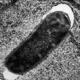
大腸菌O157:H7

他の大腸菌株と同様にO157はオキシダーゼ陰性のグラム陰性菌である。一方、他の多くの菌株とは異なり、ソルビトール非分解であり、これにより他の株と鑑別が可能である。ただし、ソルビトールを分解するO157も近年報告されている。志賀毒素や志賀様毒素産生株は毒素産生能を毒素遺伝子を持つプロファージに感染することで獲得する。また、非毒素産生株は毒素産生株と共培養することでプロファージに感染して毒素を産生することがある。抗生物質などによって何らかのストレスがかかると、ウイルス粒子による宿主内での複製が観察されるため、志賀毒素遺伝子を保持するプロファージはかなり最近になってO157の祖先に感染した様である。

### 病原因子
O157の病原因子として志賀毒素が挙げられる。ただし志賀毒素の産生能は病原性の発揮には不十分であり、他に二つの病原因子、病原プラスミドpO157と病原性遺伝子領域LEE (locus of enterocyte effacement) が知られる。
O157の臨床分離株は99-100%の株がプラスミドpO157を保持している。このpO157は酸化耐性に寄与する可能性があるカタラーゼ-ペルオシキダーゼ活性を持つKatP遺伝子などをコードしており、病原性に関連していると考えられているが、その生物学的意義は明らかにされていない。このプラスミドpO157はペスト菌の染色体やプラスミドと相同性を示すため、pO157がペスト菌から獲得されたものであるとする仮説も提唱されている。
LEEは、A/E付着と呼ばれるO157感染に特徴的な現象に必要な遺伝子などをコードする染色体上の遺伝領域である。

### 自然宿主
O157の主な宿主としてウシが知られ、O157はウシの正常な腸内微生物叢の一員に過ぎない。多くの健康牛からO157が分離されるが、ウシにおける病原性は示されていない。ウシの消化管は志賀毒素の受容体であるグロボトリアオシルセラミドを欠損しており、そのためにウシはO157の無症候性キャリアとなり得る。北米の肥育牛群におけるO157の保菌率は0 ～ 60%の範囲である。一部の牛は、高保菌牛（super-shedder）とも呼ばれる状態になることがある。高保菌牛は、直腸肛門接合部にO157を保菌し、103-104 CFU ｇ-1を超える量のO157を糞便に排泄するウシと定義することができる。高保菌牛は、肥育牛のごく一部（10%未満）に過ぎないが、排泄されるすべてのO157の90%以上が高保菌牛に由来する可能性がある。
ウシ以外にもブタや家禽のような家畜もO157を保菌することできる。他にO157が分離された動物としてシカ、ヒツジ、ウマ、ヤギ、イヌが挙げられている。

## 感染経路
O157の感染は、汚染された食品や水の摂取、汚染物との経口的な接触によって発生する。例として、加熱が不十分な牛ひき肉だけでなく、葉物野菜や生乳が挙げられる。灌漑や、自然に土壌に侵食する水が汚染されている場合に農場が汚染される場合がある。O157は病原性が高い上に、最小発症菌量が小さく、10から100 CFUのO157を摂取することで感染が成立する。これは他の病原性大腸菌株が100万CFU以上を必要とすることと対照的である。

## 診断
便培養で細菌を検出可能である。資料は、ソルビトールマッコンキー寒天培地（SMAC寒天培地）で培養される。SMAC寒天培地では、O157のコロニーはソルビトールを利用できないため透明だが、通常のソルビトール分解性血清型の大腸菌コロニーは赤くなる。

## 治療
脱水による死亡を防ぐために水分補給や輸液が必要な場合もあるが、ほとんどの患者は治療を行わなくても5-10日で回復する。抗菌薬が病気の経過を改善するという証拠はなく、抗菌薬による治療は溶血性尿毒症症候群を引き起こす可能性がある。抗菌薬はプロファージの誘導を引き起こすと考えられており、死にかけた細菌によって放出されたプロファージは、他の感受性の細菌に感染し、それを毒素産生型に変換する。ロペラミド（イモジウム）などの止瀉薬も、感染を長期化させる可能性があるため避けるべきとされる。
抗志賀毒素抗体の使用など、新しい治療戦略も提案されている。

## 予防
特に子供や下痢をしている人の場合、トイレの後やおむつ交換後の適切な手洗いは感染のリスクを減らす。下痢のある人は、公共のプールや湖で泳いだり、他の人と一緒に入浴したり、他の人の食事を準備することを避ける。